# Vlatko Čančar
Vlatko Čančar, slovenski košarkar, * 10. april 1997, Koper.
Čančar je slovenski profesionalni košarkar, ki igra na položaju krila za Denver Nuggets v ligi NBA in za slovensko reprezentanco.
Profesionalno kariero je začel pri Union Olimpiji, s katero je aprila 2015 podpisal petletno pogodbo. Junija 2018 je podpisal dvoletno pogodbo za španski klub San Pablo Burgos. Leta 2017 je bil kot 49. izbran na naboru lige NBA s strani kluba Denver Nuggets, s katerim je podpisal pogodbo avgusta 2019.
Od leta 2017 je član slovenske košarkarske reprezentance, s katero je osvojil naslov evropskega prvaka leta 2017 in četrto mesto na Poletnih olimpijskih igrah 2020.
Junija 2023 je z ekipo Denver Nuggets osvojil prvi naslov prvaka NBA, potem ko so v petih igrah v finalu NBA premagali ekipo Miami Heat. V finalni seriji je igral 29 sekund.